# تور بيرغر
تور بيرغر (بالنرويجية البوكمول: Tore Berger)‏ هو راكب الكنو نرويجي، ولد في 11 نوفمبر 1944 في أسكر في النرويج.

## وصلات خارجية
- تور بيرغر على موقع أوليمبيديا (الإنجليزية)